# Inozin pranobeks
Inozin pranobeks (izoprinozin ili metizoprinol) je kombinacija inozina, acetamidobenzojeve kiseline, i dimetilaminoizopropanol koja se koristi kao antivirusni lek.
Inozin pranobeks ne utiče na same viruse. On deluje kao moćni imunostimulant. On se uglavnom koristi za tretiranje retkih komplikacija morbila subakutnog skleroznog panencefalitisa zajedno sa intratekalnom interferonskom terapijom.

## Spoljašnje veze
|  | Molimo Vas, obratite pažnju na važno upozorenje u vezi sa temama iz oblasti medicine (zdravlja). |